# تندمان (بني بوزرة)
تندمان هي إحدى مشيخات المملكة المغربية، تتبع جغرافيا لإقليم شفشاون وإداريًا لبني بوزرة. يقدر عدد سكانها بـ 4307 نسمة حسب الإحصاء الرسمي للسكان والسكنى لسنة 2004.